# كريبتو (فلم)
كريبتو (بالإنجليزية: Crypto) هو فيلم إثارة درامي أمريكي لعام 2019، يتحدث حول غسيل الأموال باستخدام العملات المعماة. من إخراج جون ستالبيرغ، وبطولة بو ناب وألكسيس بلدل ولوك همسوورث، بدأ التصوير الرئيسي في 15 يونيو 2018 في مدينة نيويورك وتم إصداره في 12 أبريل 2019.

## روابط خارجية
- مقالات تستعمل روابط فنية بلا صلة مع ويكي بيانات